# Yahoo! Grupos

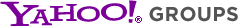
Antigo logotipo do Yahoo! Groups, usado de 2009 até 2013.

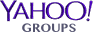
Antigo logotipo do Yahoo! Groups, usado de 2013 até 2019.

Yahoo Grupos foi um gerenciador de lista de discussão pertencente ao Yahoo! lançado em 1998.
Em agosto de 2000, o Yahoo! comprou o serviço eGroups e fundiu ao Yahoo Grupos! Em 15 de dezembro de 2020, o Yahoo Grupos foi descontinuado.